# Abdullah Khan (Horda d'Or)
Abdullah Khan (segle xiv) fou kan de l'Horda d'Or, aparentment un titella designat per Mamai que probablement era un parent seu. Howorth diu que era nebot de Mamai i de la família de Tuka Timur (germà de Batu Khan), i a crònica de Troitski l'anomena com Audulia.
Quan Murad Khoja es va enfrontar a Mamai el 1362, aquest darrer hauria agafat el poder per un moment, i Faehn va publicar una moneda amb el nom de Mamai datada el 1362; però finalment va posar al tron a Abdulla. Mentre Murad Khoja, Kutlugh Khoja, Pulad Khoja i Aziz Shaykh governaven a Nova Sarai i la part occidental de l'Horda, Mamai, sota el cobert d'Abdullah, dominava les terres més enllà del Volga, establint-se a tota la zona amb els clans que el va seguir. Pels volts d'aquell any (1362) va derrotar Murad i li va causar moltes baixes però l'any següent va passar just al revés.
Abdullah apareix en monedes el 764 de l'hègira (1363) i en aquest any i el següent va encunyar a Azak i Nova Sarai el que suggereix que en algun moment Mamai va ocupar la capital a Pulad Khan, però degué ser per poc temps doncs la resta de les monedes ja estan encunyades a "l'Horda" el que suggereix que no tenia una seu fixa, i que vivia com a nòmada. El 1365 i 1366 va encunyar a Yanghicher (nom musulmà Shahr al-Jadid)), lloc situar a l'est; no hi ha monedes del 1367, però el 1368 encunyava altre cop a Azak. Les seves darreres monedes són de 1369. No se sap si va morir (i en aquest cas com) o bé fou deposat per Mamai.